# Kall, Åre kommun
Kall är kyrkbyn i Kalls socken och en småort i Kalls distrikt i Åre kommun, belägen vid den nordvästra stranden av Kallsjöns södra del. 
Kalls äldre kyrka var från medeltiden och byn är därmed minst lika gammal.
Den äldre kyrkan uppges ha varit en rektangulär salkyrka från 1300- eller 1400-talet som övergavs på 1860-talet när Kalls nya kyrka byggdes.
Till byn kan även omkringliggande Mo, Västgård, Nedgård och Hårdlund räknas.
I byn finns det en livsmedelsaffär med pumpar för diesel och bensin och det finns också en F-6 skola i byn. 

## Befolkningsutveckling
| Befolkningsutvecklingen i Kall 1960–2015                         | Befolkningsutvecklingen i Kall 1960–2015 | Befolkningsutvecklingen i Kall 1960–2015 | Befolkningsutvecklingen i Kall 1960–2015 | Befolkningsutvecklingen i Kall 1960–2015 |
| ---------------------------------------------------------------- | ---------------------------------------- | ---------------------------------------- | ---------------------------------------- | ---------------------------------------- |
|                                                                  |                                          |                                          |                                          |                                          |
| År                                                               |                                          |                                          | Folkmängd                                | Areal (ha)                               |
| 1960                                                             | 1960                                     |                                          | 184                                      | ¤                                        |
| 1990                                                             | 1990                                     |                                          | 101                                      | 43#                                      |
| 1995                                                             | 1995                                     |                                          | 94                                       | 51#                                      |
| 2000                                                             | 2000                                     |                                          | 83                                       | 51#                                      |
| 2005                                                             | 2005                                     |                                          | 95                                       | 52#                                      |
| 2010                                                             | 2010                                     |                                          | 97                                       | 52#                                      |
| 2015                                                             | 2015                                     |                                          | 107                                      | 73#                                      |
| Anm.: ¤ Som tätortsbebyggelse med 150-199 invånare # Som småort. |                                          |                                          |                                          |                                          |